# Naga Ike
Naga Ike (von japanisch 長池 ‚Langer See‘) ist ein langer und schmaler See an der Prinz-Harald-Küste des ostantarktischen Königin-Maud-Lands. Auf der Halbinsel Skarvsnes am Ostufer der Lützow-Holm-Bucht liegt er im südwestlichen Teil eines u-förmigen Tals am südlichen Kizahashi Beach. 
Japanische Wissenschaftler benannten ihn 2012 in Anlehnung an seine Form.